# Ottenthal (Dolna Austria)
Ottenthal – gmina w Austrii, w kraju związkowym Dolna Austria, w powiecie Mistelbach. Według Austriackiego Urzędu Statystycznego liczyła 580 mieszkańców (1 stycznia 2014).